# Ethiopia tại Thế vận hội
Ethiopia lần đầu tham dự Thế vận hội năm 1956, và đã liên tục gửi các vận động viên (VĐV) tới các kỳ Thế vận hội Mùa hè kể từ đó; trừ các năm 1976, 1984 và 1988. Quốc gia này lần đầu tham gia Thế vận hội Mùa đông vào năm 2006.
Các VĐV Ethiopia đã giành được tổng cộng 53 huy chương, tất cả đều ở môn Điền kinh.
Ủy ban Olympic quốc gia của Ethiopia được thành lập năm 1948 và được Ủy ban Olympic Quốc tế công nhận năm 1954.

## Bảng huy chương

### Huy chương tại các kỳ Thế vận hội Mùa hè
| Thế vận hội           | Số VĐV        | Vàng          | Bạc           | Đồng          | Tổng số       | Xếp thứ       |
| 1896–1952             | không tham dự | không tham dự | không tham dự | không tham dự | không tham dự | không tham dự |
| Melbourne 1956        | 12            | 0             | 0             | 0             | 0             | –             |
| Roma 1960             | 10            | 1             | 0             | 0             | 1             | 21            |
| Tokyo 1964            | 12            | 1             | 0             | 0             | 1             | 24            |
| Thành phố México 1968 | 18            | 1             | 1             | 0             | 2             | 25            |
| München 1972          | 31            | 0             | 0             | 2             | 2             | 41            |
| Montréal 1976         | không tham dự | không tham dự | không tham dự | không tham dự | không tham dự | không tham dự |
| Moskva 1980           | 45            | 2             | 0             | 2             | 4             | 17            |
| Los Angeles 1984      | không tham dự |               |               |               |               |               |
| Seoul 1988            | không tham dự |               |               |               |               |               |
| Barcelona 1992        | 20            | 1             | 0             | 2             | 3             | 33            |
| Atlanta 1996          | 18            | 2             | 0             | 1             | 3             | 34            |
| Sydney 2000           | 26            | 4             | 1             | 3             | 8             | 20            |
| Athens 2004           | 26            | 2             | 3             | 2             | 7             | 28            |
| Bắc Kinh 2008         | 27            | 4             | 1             | 2             | 7             | 18            |
| Luân Đôn 2012         | 35            | 3             | 2             | 2             | 7             | 24            |
| Rio de Janeiro 2016   | 35            | 1             | 2             | 5             | 8             | 44            |
| Tokyo 2020            | chưa diễn ra  |               |               |               |               |               |
| Tổng số               | Tổng số       | 22            | 10            | 21            | 53            | 36            |

### Huy chương tại các kỳ Thế vận hội Mùa đông
| Thế vận hội    | Số VĐV        | Vàng          | Bạc           | Đồng          | Tổng số       | Xếp thứ       |
| 1924–2002      | không tham dự | không tham dự | không tham dự | không tham dự | không tham dự | không tham dự |
| Torino 2006    | 1             | 0             | 0             | 0             | 0             | –             |
| Vancouver 2010 | 1             | 0             | 0             | 0             | 0             | –             |
| Tổng số        | Tổng số       | 0             | 0             | 0             | 0             | –             |

### Huy chương theo môn
| Điền kinh | 22 | 10 | 21 | 53 |
| Tổng số   | 22 | 10 | 21 | 53 |

## Các VĐV giành huy chương
| Huy chương | Tên VĐV            | Thế vận hội           | Môn thi đấu | Nội dung                 |
| ---------- | ------------------ | --------------------- | ----------- | ------------------------ |
| Vàng       | Abebe Bikila       | Roma 1960             | Điền kinh   | Marathon (nam)           |
| Vàng       | Abebe Bikila       | Tokyo 1964            | Điền kinh   | Marathon (nam)           |
| Vàng       | Mamo Wolde         | Thành phố México 1968 | Điền kinh   | Marathon (nam)           |
| Bạc        | Mamo Wolde         | Thành phố México 1968 | Điền kinh   | 10000m (nam)             |
| Đồng       | Mamo Wolde         | München 1972          | Điền kinh   | Marathon (nam)           |
| Đồng       | Miruts Yifter      | München 1972          | Điền kinh   | 10000m (nam)             |
| Vàng       | Miruts Yifter      | Moskva 1980           | Điền kinh   | 5000m (nam)              |
| Vàng       | Miruts Yifter      | Moskva 1980           | Điền kinh   | 10000m (nam)             |
| Đồng       | Mohamed Kedir      | Moskva 1980           | Điền kinh   | 10000m (nam)             |
| Đồng       | Eshetu Tura        | Moskva 1980           | Điền kinh   | Chạy việt dã 3000m (nam) |
| Vàng       | Derartu Tulu       | Barcelona 1992        | Điền kinh   | 10000m (nữ)              |
| Đồng       | Addis Abebe        | Barcelona 1992        | Điền kinh   | 10000m (nam)             |
| Đồng       | Fita Bayisa        | Barcelona 1992        | Điền kinh   | 5000m (nam)              |
| Vàng       | Haile Gebrselassie | Atlanta 1996          | Điền kinh   | 10000m (nam)             |
| Vàng       | Fatuma Roba        | Atlanta 1996          | Điền kinh   | Marathon (nữ)            |
| Đồng       | Gete Wami          | Atlanta 1996          | Điền kinh   | 10000m (nữ)              |
| Vàng       | Gezahegne Abera    | Sydney 2000           | Điền kinh   | Marathon (nam)           |
| Vàng       | Haile Gebrselassie | Sydney 2000           | Điền kinh   | 10000m (nam)             |
| Vàng       | Derartu Tulu       | Sydney 2000           | Điền kinh   | 10000m (nữ)              |
| Vàng       | Million Wolde      | Sydney 2000           | Điền kinh   | 5000m (nam)              |
| Bạc        | Gete Wami          | Sydney 2000           | Điền kinh   | 10000m (nữ)              |
| Đồng       | Assefa Mezgebu     | Sydney 2000           | Điền kinh   | 10000m (nam)             |
| Đồng       | Tesfaye Tola       | Sydney 2000           | Điền kinh   | Marathon (nam)           |
| Đồng       | Gete Wami          | Sydney 2000           | Điền kinh   | 5000m (nữ)               |
| Vàng       | Kenenisa Bekele    | Athens 2004           | Điền kinh   | 10000m (nam)             |
| Vàng       | Meseret Defar      | Athens 2004           | Điền kinh   | 5000m (nữ)               |
| Bạc        | Kenenisa Bekele    | Athens 2004           | Điền kinh   | 5000m (nam)              |
| Bạc        | Ejegayehu Dibaba   | Athens 2004           | Điền kinh   | 10000m (nữ)              |
| Bạc        | Sileshi Sihine     | Athens 2004           | Điền kinh   | 10000m (nam)             |
| Đồng       | Tirunesh Dibaba    | Athens 2004           | Điền kinh   | 5000m (nữ)               |
| Đồng       | Derartu Tulu       | Athens 2004           | Điền kinh   | 10000m (nữ)              |
| Vàng       | Kenenisa Bekele    | Bắc Kinh 2008         | Điền kinh   | 10000m (nam)             |
| Vàng       | Kenenisa Bekele    | Bắc Kinh 2008         | Điền kinh   | 5000m (nam)              |
| Vàng       | Tirunesh Dibaba    | Bắc Kinh 2008         | Điền kinh   | 10000m (nữ)              |
| Vàng       | Tirunesh Dibaba    | Bắc Kinh 2008         | Điền kinh   | 5000m (nữ)               |
| Bạc        | Sileshi Sihine     | Bắc Kinh 2008         | Điền kinh   | 10000m (nam)             |
| Đồng       | Meseret Defar      | Bắc Kinh 2008         | Điền kinh   | 5000m (nữ)               |
| Đồng       | Tsegay Kebede      | Bắc Kinh 2008         | Điền kinh   | Marathon (nam)           |
| Vàng       | Meseret Defar      | Luân Đôn 2012         | Điền kinh   | 5000m (nữ)               |
| Vàng       | Tirunesh Dibaba    | Luân Đôn 2012         | Điền kinh   | 10000m (nữ)              |
| Vàng       | Tiki Gelana        | Luân Đôn 2012         | Điền kinh   | Marathon (nữ)            |
| Bạc        | Dejen Gebremeskel  | Luân Đôn 2012         | Điền kinh   | 5000m (nam)              |
| Bạc        | Sofia Assefa       | Luân Đôn 2012         | Điền kinh   | Chạy việt dã 3000m (nữ)  |
| Đồng       | Tariku Bekele      | Luân Đôn 2012         | Điền kinh   | 10000m (nam)             |
| Đồng       | Tirunesh Dibaba    | Luân Đôn 2012         | Điền kinh   | 5000m (nữ)               |
| Vàng       | Almaz Ayana        | Rio de Janeiro 2016   | Điền kinh   | 10000m (nữ)              |
| Bạc        | Genzebe Dibaba     | Rio de Janeiro 2016   | Điền kinh   | 1500m (nữ)               |
| Bạc        | Feyisa Lilesa      | Rio de Janeiro 2016   | Điền kinh   | Marathon (nam)           |
| Đồng       | Tamirat Tola       | Rio de Janeiro 2016   | Điền kinh   | 10000m (nam)             |
| Đồng       | Mare Dibaba        | Rio de Janeiro 2016   | Điền kinh   | Marathon (nữ)            |
| Đồng       | Almaz Ayana        | Rio de Janeiro 2016   | Điền kinh   | 5000m (nữ)               |
| Đồng       | Hagos Gebrhiwet    | Rio de Janeiro 2016   | Điền kinh   | 5000m (nam)              |
| Đồng       | Tirunesh Dibaba    | Rio de Janeiro 2016   | Điền kinh   | 10000m (nữ)              |

## Các VĐV giành được nhiều huy chương
| Xếp hạng | Tên VĐV            | Môn thi đấu | Các năm   | Thế vận hội | Giới tính | Vàng | Bạc | Đồng | Tổng số |
| -------- | ------------------ | ----------- | --------- | ----------- | --------- | ---- | --- | ---- | ------- |
| 1        | Tirunesh Dibaba    | Điền kinh   | 2004–2016 | Mùa hè      | Nữ        | 3    | 0   | 3    | 6       |
| 2        | Kenenisa Bekele    | Điền kinh   | 2004–2008 | Mùa hè      | Nam       | 3    | 1   | 0    | 4       |
| 3=       | Miruts Yifter      | Điền kinh   | 1972–1980 | Mùa hè      | Nam       | 2    | 0   | 1    | 3       |
| 3=       | Derartu Tulu       | Điền kinh   | 1992–2004 | Mùa hè      | Nữ        | 2    | 0   | 1    | 3       |
| 3=       | Meseret Defar      | Điền kinh   | 2004–2012 | Mùa hè      | Nam       | 2    | 0   | 1    | 3       |
| 6        | Mamo Wolde         | Điền kinh   | 1968–1972 | Mùa hè      | Nam       | 1    | 1   | 1    | 3       |
| 7        | Gete Wami          | Điền kinh   | 1996–2000 | Mùa hè      | Nữ        | 0    | 1   | 2    | 3       |
| 8=       | Abebe Bikila       | Điền kinh   | 1960–1964 | Mùa hè      | Nam       | 2    | 0   | 0    | 2       |
| 8=       | Haile Gebrselassie | Điền kinh   | 1996–2000 | Mùa hè      | Nam       | 2    | 0   | 0    | 2       |
| 10       | Almaz Ayana        | Điền kinh   | 2016      | Mùa hè      | Nữ        | 1    | 0   | 1    | 2       |
| 11       | Sileshi Sihine     | Điền kinh   | 2004–2008 | Mùa hè      | Nam       | 0    | 2   | 0    | 2       |